# Hans von Prittwitz

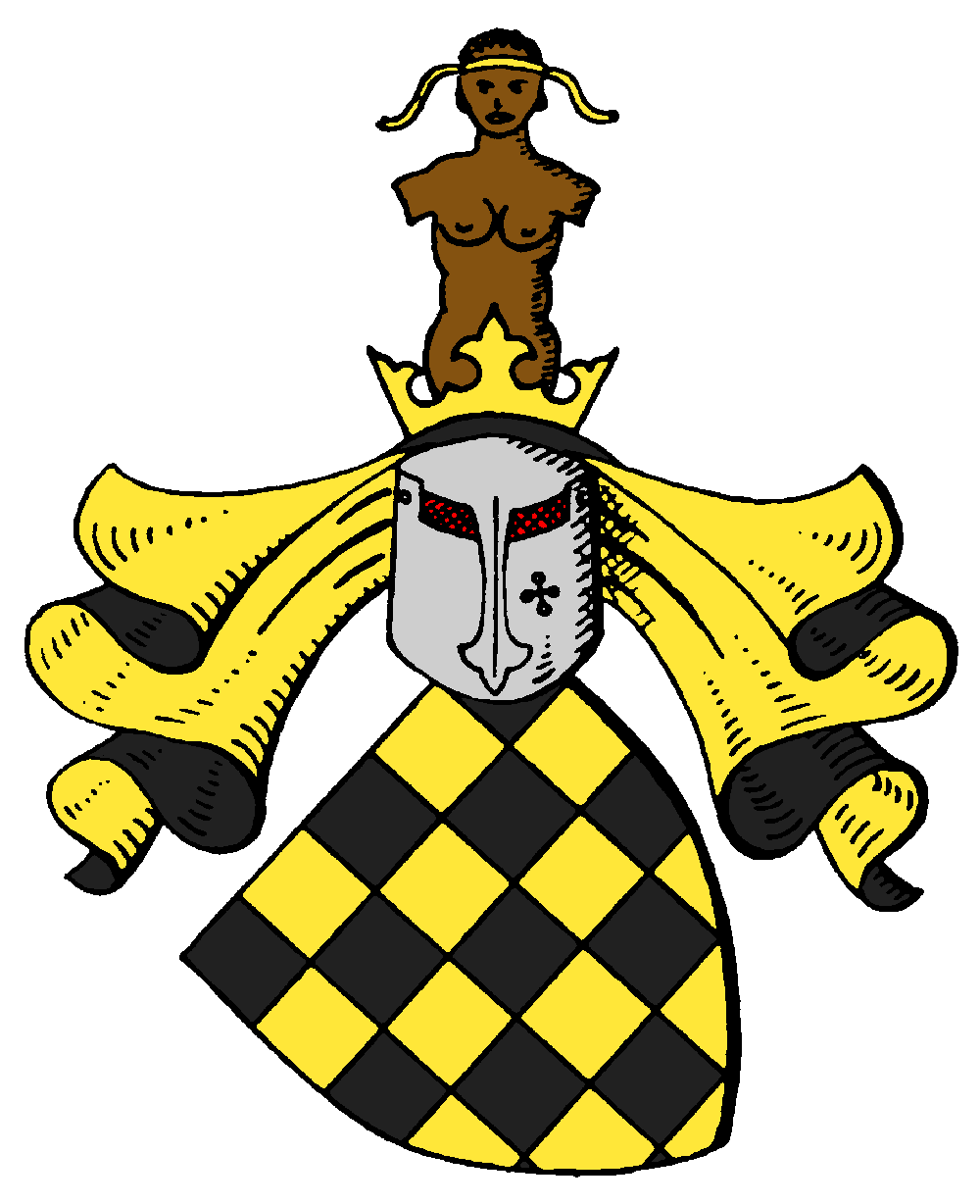
Das Wappen der Familie von Prittwitz und Gaffron

Carl Nicolaus Leonhard Hans von Prittwitz (* 18.jul. / 30. Juli 1833greg. in Zarskoje Selo, Russisches Kaiserreich; † 2.jul. / 14. Januar 1880greg. in Sankt Petersburg, Russisches Kaiserreich) war Generalmajor à la suite der kaiserlich russischen Armee des Zaren Alexander II.

## Familie
Prittwitz entstammte dem alten, weit verzweigten schlesischen Adelsgeschlecht derer von Prittwitz und war der Sohn des kaiserlich russischen Generals der Kavallerie und späteren Barons Carl von Prittwitz, Graf Sabalkanski, Majoratsherr auf Sabalkansk (Kr. Jamburg), und der Louise de Grasse.
Er heiratete am 26.jul. / 7. November 1860greg. in St. Petersburg (Russland) Sophie Galachow (* 13.jul. / 25. September 1837greg. in St. Petersburg; † 8.jul. / 20. November 1837greg. ebenda), aus russischem Adel, die Tochter des kaiserlich russischen Generals und General-Adjutanten des Zaren Alexander Galachow und der Sophie Miatlew (aus russischem Adel). Das Ehepaar hatte die beiden Töchter Pauline (* 1862) und Sophie (* 1865).
Er war der Bruder des kaiserlich russischen Generalleutnants à la suite Nicolaus von Prittwitz.